# موشکور
موشکور (به لاتین: Müşkür، تا ۵ اکتبر ۱۹۹۹ به عنوان پاولوفکا Pavlovka) یک منطقه مسکونی در جمهوری آذربایجان است که در شهرستان خاچماز واقع شده‌است. موشکور ۳۰۲۰ نفر جمعیت دارد.